# نویویی آکمنه
نویویی آکمنه (به لاتین: Naujoji Akmenė) در لیتوانی با جمعیت ۱۲٬۳۴۵ نفر است که در شهرستان شاولیای واقع شده‌است.